# Сава, Девон
Де́вон Э́двард Са́ва (англ. Devon Edward Sawa, родился 7 сентября 1978, Ванкувер, Британская Колумбия) — канадский актёр.

## Ранние годы
Сава родился в Ванкувере, в семье Джойс (домохозяйка) и Эдварда Сава (электромеханик). У Девона есть брат и сестра. Его отец поляк, а мать метиска.

## Карьера
Актёрская карьера началась с детского телешоу «Одиссея». Он появился в главных ролях таких фильмов, как «Маленькие великаны», «Каспер», «Время от времени», «Дикая Америка», «Рука-убийца» и «Пункт назначения». В 2000 году, Девон исполнил роль Стэна, в клипе Eminem «Stan», совместно с певицей Dido, которая в свою очередь играла подругу Стэна. Девон Сава всё ещё активно продолжает работать в независимых фильмах в последние годы, в числе которых «Экстремальное свидание», «Тир», «Дьявольское логово», «Слуга тьмы», «Endure» и «The Sibling». В 2010 году Сава был приглашённым актёром на телеканал «The CW», на телевизионную драму «Никита», в которой он сыграл роль Оуэна. Также присоединился к актёрскому составу в двух фильмах ужасов, «388 Arletta Avenue» и «The Sibling». В 2017 году Сава сыграл роль Нико Джексона в фильме «Где-то между». Затем роль Лестера Кларка-младшего в фильме «План побега 3». В 2019 году он снялся в триллере «Фанат», где сыграл Хантера Данбара. Режиссёром фильма выступил вокалист Limp Bizkit, Фред Дёрст.

## Личная жизнь
Женат на Дони Саханович, 9 января 2014 года у них родился сын Хадсон, 21 марта 2016 года — дочь Скарлетт.

## Фильмография
| Год  | Название                           | Роль                                                            | Примечания                                        |
| ---- | ---------------------------------- | --------------------------------------------------------------- | ------------------------------------------------- |
| 1992 | Одиссея                            | Юдо                                                             | Эпизод: «Верующие»                                |
| 1993 | Sherlock Holmes Returns            | Диллон Бернс                                                    | ТВ-фильм                                          |
| 1994 | Одиссея                            | Юдо                                                             | Эпизод: «В зале темноты», «Предсказание»          |
| 1994 | Маленькие великаны                 | Джуниор Флойд                                                   |                                                   |
| 1995 | Каспер                             | Каспер в обличии мальчика                                       |                                                   |
| 1995 | Action Man                         | Дополнительные голоса                                           | Сериал                                            |
| 1995 | Одинокая голубка: Годы преступника | Линн Тангреди                                                   | Эпизод: «Повисший»                                |
| 1995 | Время от времени                   | Скотт Уормер                                                    |                                                   |
| 1996 | Ночь торнадо                       | Дэн Хэтч                                                        | ТВ-фильм                                          |
| 1996 | Робин из Локсли                    | Робин Мак-Аллистер                                              | ТВ-фильм                                          |
| 1997 | Клуб настоящих парней              | Эрик                                                            |                                                   |
| 1997 | Дикая Америка                      | Марк Стоуффер                                                   |                                                   |
| 1998 | Панк из Солт-Лейк-Сити             | Шон                                                             |                                                   |
| 1998 | A Cool, Dry Place                  | Ной Уард                                                        |                                                   |
| 1998 | Вокруг огня                        | Саймон Харрис                                                   |                                                   |
| 1999 | Рука-убийца                        | Энтон Тобиас                                                    |                                                   |
| 2000 | Пункт назначения                   | Алекс Браунинг                                                  |                                                   |
| 2000 | Виновный                           | Натан Корриган                                                  |                                                   |
| 2000 | Eminem: E                          | Стэн                                                            | часть Stan                                        |
| 2002 | Чуваки                             | Дейв Гудвин                                                     |                                                   |
| 2002 | Экстремалы                         | Уилл                                                            |                                                   |
| 2003 | Человек-паук                       | Флэш Томпсон (голос)                                            | Эпизод: «Воспоминания Флеша»                      |
| 2004 | Экстремальное свидание             | Даниель Риник                                                   |                                                   |
| 2005 | Тир                                | Пол заложник                                                    |                                                   |
| 2006 | Дьявольское логово                 | Куинн                                                           |                                                   |
| 2009 | Тварь Тьмы                         | Эндрю                                                           |                                                   |
| 2010 | Морская полиция: Лос-Анджелес      | Детектив полицейского департамента Лос-Анджелеса Мэтт Бернхардт | Эпизод: «Банковская работа»                       |
| 2010 | Терпение                           | Зет Арнольд                                                     |                                                   |
| 2010 | Random Walk                        | Брент                                                           |                                                   |
| 2010 | Никита                             | Оуэн Эллиот                                                     | Периодически в 1-м и 2-м сезонах; Регулярно в 3-м |
| 2011 | Астрал на улице Арлетт             | Билл                                                            |                                                   |
| 2011 | Пункт назначения 5                 | Алекс Браунинг                                                  | Последние кадры; нет в титрах                     |
| 2012 | Боксер                             | Джейк                                                           |                                                   |
| 2012 | Воскрешение                        | Трэвис                                                          |                                                   |
| 2015 | На линии огня                      | Дункан                                                          |                                                   |
| 2015 | Экзорцизм Молли Хартли             | священник Джон Бэрроу                                           |                                                   |
| 2016 | Панк из Солт-Лейк-Сити 2           | Шон                                                             |                                                   |
| 2017 | Где-то между                       | Нико Джексон                                                    | регулярно                                         |
| 2019 | План побега 3                      | Лестер Кларк-младший                                            |                                                   |
| 2019 | Фанат                              | Хантер Данбер, актёр боевиков                                   |                                                   |
| 2020 | Последняя пуля                     | Диабло                                                          |                                                   |
| 2020 | Охота на волка                     | Джозеф Мерсо                                                    |                                                   |
| 2021 | Чёрная пятница                     | Кен                                                             |                                                   |
| 2022 | Заговор в Голливуде                | Джимми Джейн                                                    |                                                   |
| 2025 | Глаза-сердечки                     | детектив Зик Хоббс                                              |                                                   |